# Göte Fyhring
Göte Fyhring, Göte Fyhring-Ljungberg, född 7 mars 1929 i Malmö, död 7 juni 2021 i Malmö, var en svensk skådespelare.

## Biografi
Fyhring växte upp i Malmö och Helsingborg. Efter ett års studier vid Gösta Terserus privatskola fick han 1949 en viktigare roll vid Stockholms skolteater. Han arbetade därefter bland annat vid Landsteatern i Finland och var med Ingmar Bergman som regissör i början av 1950-talet med att inviga Intiman i Stockholm med några uppsättningar, såsom Bertolt Brechts Tolvskillingsoperan och Hjalmar Bergmans En skugga. Han fortsatte på Östgötateatern 1954–1962, Helsingborgs och Göteborgs stadsteatrar och framförallt huvudscenen Malmö stadsteater 1952–1953 och sedan 1964–2007. 
1971 mottog han Kvällspostens Thaliapris. Fyhring var bosatt i Malmö och gifte sig 1958 med skådespelaren Emy Storm. Makarna förblev gifta fram till Storms bortgång 2014. Våren 2012 visades en större utställning, Hommage, om skådespelarparets liv och arbete på Teatermuseet i Malmö. De är begravda på Husie kyrkogård.

## Filmografi
- 1969 – En episod under boxarupproret i Kina år 1900 (TV)
- 1971 – Nattpass (TV)
- 1971 – Broster Broster (TV-serie)
- 1972–1980 – N.P. Möller, fastighetsskötare (TV-serie)
- 1972 – Snapphanepojken (TV-serie)
- 1973 – Kvartetten som sprängdes (TV-serie)
- 1974 – Bröderna Malm (TV-serie)
- 1977 – Soldat med brutet gevär (TV-serie)
- 1978 – Strandfyndet (TV-serie)
- 1979 – Kejsaren
- 1979 – Rädsla (TV-serie)
- 1981 – Operation Leo
- 1983 – Andra dansen
- 1983 – Från Mörkhult till Snällebo
- 1983 – Torsten och Greta (TV-serie)
- 1985 – August Palms äventyr (TV-serie)
- 1985 – Åshöjdens BK (TV-serie)
- 1986 – Kulla-Gulla (TV-serie)
- 1986 – Skånska mord (TV-serie)
- 1988 – Postmästarfrun från Hörby (TV)
- 1988 – Sommarens tolv månader (TV)
- 1989 – Maskrosbarn
- 1993 – Macklean (TV-serie)
- 2000 – Det blir aldrig som man tänkt sig
- 2000 – Labyrinten (TV-serie)
- 2001 – Fru Marianne (TV-serie)
- 2002 – Den 5:e kvinnan (TV-serie)
- 2004 – Anders och Måns (TV-serie) (avsnitt 1, säsong 2)

## Teaterroller
| År   | Roll                        | Produktion | Regi                        | Teater                           |
| ---- | --------------------------- | --- | --------------------------- | -------------------------------- |
| 1951 |                             | Ta hand om Amelie (Occupe-toi d'Amelie ) Georges Feydeau | Hjördis Petterson           | Intiman                          |
| 1952 |                             | Greve Öderland (Graf Öderland) Max Frisch | Lars-Levi Læstadius         | Malmö Stadsteater                |
| 1952 | Matthias Sekreteraren       | Jag vill kärleken (Eurydice) Jean Anouilh | Ingrid Luterkort            | Helsingborgs stadsteater         |
| 1953 |                             | Clownen Beppo Else Fisher | Willy Keidser               | Helsingborgs stadsteater         |
| 1953 | Maurice Duclos              | Fallna änglar (Fallen Angels) Noël Coward | Ingrid Luterkort            | Helsingborgs stadsteater         |
| 1953 | Valorin                     | Ett huvud kortare (La tête des autres) Marcel Aymé | John Zacharias              | Helsingborgs stadsteater         |
| 1953 | Jakob                       | Tolvskillingsoperan (Die Dreigroschenoper) Bertolt Brecht och Kurt Weill | John Zacharias              | Norrköping-Linköping stadsteater |
| 1953 | Gordon                      | Den ljuva timmen (L’heure Eblouissante) Anna Bonacci | Olof Thunberg               | Norrköping-Linköping stadsteater |
| 1953 | Jensen                      | Vildanden Henrik Ibsen | Ingrid Luterkort            | Norrköping-Linköping stadsteater |
| 1953 | Alfred                      | Trasiga änglar (La Cuisine des Anges) Albert Husson | Olof Thunberg               | Norrköping-Linköping stadsteater |
| 1953 | Vargen                      | Rödluvan (Rotkäppchen) Robert Bürkner | Ingrid Luterkort            | Norrköping-Linköping stadsteater |
| 1954 | Löjtnant Granger            | Måsar över Sorrento (Seagulls over Sorrento) Hugh Hastings | John Zacharias              | Norrköping-Linköping stadsteater |
| 1954 | Hasse                       | Litet bo Herbert Grevenius | John Zacharias              | Norrköping-Linköping stadsteater |
| 1954 | Hector                      | Tjuvarnas bal (Le Bal des Voleurs) Jean Anouilh | John Zacharias              | Norrköping-Linköping stadsteater |
| 1954 | Seiko                       | Thehuset Augustimånen (The Teahouse of the August Moon) John Patrick | Olof Thunberg               | Norrköping-Linköping stadsteater |
| 1955 | Inspicienten                | Lilla Helgonet (Mam’zelle Nitouche) Henri Meilhac, Albert Millaud och Florimond Hervé                                                                                           | Olof Thunberg               | Norrköping-Linköping stadsteater |
| 1955 | Sumbo                       | Pippi Långstrump Astrid Lindgren | Bertil Norström             | Norrköping-Linköping stadsteater |
| 1955 | Joe Stoddard                | Vår lilla stad (Our Town) Thornton Wilder | Ingrid Luterkort            | Norrköping-Linköping stadsteater |
| 1955 | Hortensio                   | Så tuktas en argbigga (The Taming of the Shrew) William Shakespeare | John Zacharias              | Norrköping-Linköping stadsteater |
| 1955 | Lawrence                    | Hustruleken (Affairs of State) Louis Verneuil | John Zacharias              | Norrköping-Linköping stadsteater |
| 1955 | Lars                        | Frisöndag (Frisøndag) Leck Fischer | Ingrid Luterkort            | Norrköping-Linköping stadsteater |
| 1955 | Malachi Stack               | Äktenskapsmäklerskan (The Matchmaker) Thornton Wilder | Olof Thunberg               | Norrköping-Linköping stadsteater |
| 1955 | Jasja                       | Körsbärsträdgården (Вишнёвый сад, Visjnjovyj sad) Anton Tjechov | John Zacharias              | Norrköping-Linköping stadsteater |
| 1955 | Oliver Stone                | Blåjackor (Boys in Blue) Lajos Lajtai och Lauri Wylie | John Zacharias              | Norrköping-Linköping stadsteater |
| 1956 | Elis                        | Påsk August Strindberg | Ingrid Luterkort            | Norrköping-Linköping stadsteater |
| 1956 | Douglas Hall                | Älskling, jag ger mig! (Yes, my darling daughter!) Mark Reed | John Zacharias              | Norrköping-Linköping stadsteater |
| 1956 | Einar, anarkist             | Melodi på lergök Lars-Levi Læstadius | John Zacharias              | Norrköping-Linköping stadsteater |
| 1956 |                             | Värdshusvärdinnan (La locandiera) Carlo Goldoni | Kurt-Olof Sundström         | Norrköping-Linköping stadsteater |
| 1956 | Valère                      | Tartuffe (Tartuffe, ou l'Imposteur) Molière | John Zacharias              | Norrköping-Linköping stadsteater |
| 1957 | Prins Johan                 | Gustav Vasa August Strindberg | John Zacharias              | Norrköping-Linköping stadsteater |
| 1957 | Scipio Africanus            | Vägen till Rom (The Road to Rome) Robert E. Sherwood | Kurt-Olof Sundström         | Norrköping-Linköping stadsteater |
| 1957 | Homer Van Fleet             | Natten till den 17 januari (Night of January 16th) Ayn Rand | John Zacharias              | Norrköping-Linköping stadsteater |
| 1957 | Freddy Eynsford-Hill        | Pygmalion George Bernard Shaw | John Zacharias              | Norrköping-Linköping stadsteater |
| 1957 | Georges                     | Simones drömmar (Die Gesichte der Simone Machard) Bertolt Brecht och Hanns Eisler                                                                                               | Kurt-Olof Sundström         | Norrköping-Linköping stadsteater |
| 1957 | Kinesias                    | Lysistrate (Λυσιστράτη, Lysistrátē) Aristofanes | Olof Thunberg               | Norrköping-Linköping stadsteater |
| 1958 | Värdshusvärden              | Don Quijote – Riddaren av den sorgliga skepnaden ( Don Quijote – Der Ritter von der traurigen Gestalt) Wulf Leisner                                                             | Lars-Erik Liedholm          | Norrköping-Linköping stadsteater |
| 1958 | Martino                     | Gäst i gryningen (La Dama del Alba) Alejandro Casona | Gösta Folke                 | Norrköping-Linköping stadsteater |
| 1958 | Frederick Sterroll          | Fallna änglar (Fallen Angels) Noël Coward | Ingrid Luterkort            | Norrköping-Linköping stadsteater |
| 1958 | Sylvestre                   | Bröllopet på Seine (La Belle Marinière) Marcel Achard | John Zacharias              | Norrköping-Linköping stadsteater |
| 1958 | Thomas Mowbray              | Richard II (The Life and Death of King Richard the Second) William Shakespeare                                                                                                  | Olof Widgren John Zacharias | Norrköping-Linköping stadsteater |
| 1958 |                             | Clérambard Marcel Aymé | Gösta Folke                 | Norrköping-Linköping stadsteater |
| 1959 | Kai                         | Thermopyle H.C. Branner | John Zacharias              | Norrköping-Linköping stadsteater |
| 1959 | Hiram Otis                  | Spöket på Canterville (The Canterville Ghost) Bernt Callenbo | Bertil Norström             | Norrköping-Linköping stadsteater |
| 1959 | Mr. Harper                  | Bägge eller ingen (Janus) Carolyn Green | John Zacharias              | Norrköping-Linköping stadsteater |
| 1959 | Huelvas                     | Frestelse (Romancero) Jacques Deval | John Zacharias              | Norrköping-Linköping stadsteater |
| 1960 | Assessor Brack              | Hedda Gabler Henrik Ibsen | Rune Carlsten               | Norrköping-Linköping stadsteater |
| 1960 | Mr Mulleady                 | Gisslan (The Hostage) Brendan Behan | Lars Barringer              | Norrköping-Linköping stadsteater |
| 1960 | Adam Albert von Neipperg    | Napoleons tvätterska (Madame Sans-Gêne) Victorien Sardou och Émile Moreau | John Zacharias              | Norrköping-Linköping stadsteater |
| 1960 | David                       | Det brinnande spjutet Tore Zetterholm | Lars Barringer              | Norrköping-Linköping stadsteater |
| 1960 | Sébastien                   | Luftslott i Sverige (Château en Suède) Françoise Sagan | John Zacharias              | Norrköping-Linköping stadsteater |
| 1961 | Cliff Lewis                 | Se dig om i vrede (Look Back in Anger) John Osborne | Lars Barringer              | Norrköping-Linköping stadsteater |
| 1961 | Putte                       | Miss 6 Bertil Norström och Gunnar Hoffsten | Jackie Söderman             | Norrköping-Linköping stadsteater |
| 1961 | Vännen                      | Nattkyparen Vilhelm Moberg | John Zacharias              | Norrköping-Linköping stadsteater |
| 1961 | Alvin                       | Kataki Shimon Wincelberg | John Zacharias              | Norrköping-Linköping stadsteater |
| 1961 | Elliot                      | Se ditt rätta jag (Call me by my rightful name) Michael Shurtleff | Lars Barringer              | Norrköping-Linköping stadsteater |
| 1962 | Udolphus MacCluskey. domare | Hederligt folk (Chuckeyhead Story) Paul Vincent Carroll | Bertil Norström             | Norrköping-Linköping stadsteater |
| 1962 | Rédillon                    | Fruar på vift (Le Dindon) Georges Feydeau | Lars Barringer              | Norrköping-Linköping stadsteater |
| 1963 |                             | Hus med dubbel ingång (Casa con dos puertas) Pedro Calderón de la Barca | Kurt-Olof Sundström         | Folkteatern, Göteborg            |
| 1964 | Flink                       | Två herrar från Verona (The Two Gentlemen of Verona) William Shakespeare | Kurt-Olof Sundström         | Folkteatern, Göteborg            |
| 1965 |                             | De kärlekslösa (Natural Affection) William Inge | Helge Hagerman              | Folkteatern, Göteborg            |
| 1965 |                             | Fallet Oppenheimer (In der sache J.Robert Oppenheimer) Heinar Kipphardt | Eva Sköld                   | Malmö stadsteater                |
| 1966 |                             | Aldrig i livet (Busybody) Jack Popplewell | Gösta Folke                 | Malmö stadsteater                |
| 1966 |                             | Adam och Vera i Blackeberg Bo Sköld | Eva Sköld                   | Malmö stadsteater                |
| 1966 |                             | Muntra fruarna i Windsor (The Merry Wives of Windsor) William Shakespeare |                             | Malmö Stadsteater                |
| 1966 |                             | Gustav III August Strindberg |                             | Malmö Stadsteater                |
| 1966 |                             | Mordet på Marat (Die Verfolgung und Ermordung Jean Paul Marats, dargestellt durch die Schauspielgruppe des Hospizes zu Charenton unter Anleitung des Herrn de Sade) Peter Weiss | Jan Lewin                   | Malmö stadsteater                |
| 1967 |                             | Romeo och Julia (The Tragedy of Romeo and Juliet) William Shakespeare |                             | Malmö Stadsteater                |
| 1967 |                             | Mister Ernest (The Importance of Being Earnest) Oscar Wilde |                             | Malmö Stadsteater                |
| 1967 |                             | Den girige (L'Avare ou l'École du mensonge) Molière | Eva Sköld                   | Malmö stadsteater                |
| 1968 |                             | Kvinnorna från Shanghai eller Ett fall av hjärntvätt Tore Zetterholm | Per Siwe                    | Malmö stadsteater                |
| 1968 |                             | Tre systrar (Три сeстры, Tri sestry) Anton Tjechov |                             | Malmö Stadsteater                |
| 1968 |                             | Man vet inte hur (Non si sa come) Luigi Pirandello | Richard Bark                | Malmö stadsteater                |
| 1969 |                             | Slottet |                             | Malmö Stadsteater                |
| 1969 |                             | Julius Caesar William Shakespeare |                             | Malmö Stadsteater                |
| 1969 |                             | En midsommarnattsdröm (A Midsummer Night's Dream) William Shakespeare |                             | Malmö Stadsteater                |
| 1970 |                             | Guden Kurt |                             | Malmö Stadsteater                |
| 1970 |                             | Gustav Vasa August Strindberg |                             | Malmö Stadsteater                |
| 1971 |                             | Äktenskapsskolan (L'école des femmes) Molière |                             | Malmö Stadsteater                |
| 1971 |                             | Vad bråkar Ulla om? |                             | Malmö Stadsteater                |
| 1972 |                             | Gamla tider |                             | Malmö Stadsteater                |
| 1972 |                             | Jorden runt på 80 dagar (Le Tour du monde en quatre-vingts jours) |                             | Malmö Stadsteater                |
| 1972 |                             | Måsen (Чайка, Tjajka) Anton Tjechov |                             | Malmö Stadsteater                |
| 1972 |                             | Carl XII August Strindberg |                             | Malmö Stadsteater                |
| 1973 |                             | Kuppen i Köpenick (Der Hauptmann von Köpenick) |                             | Malmö Stadsteater                |
| 1973 |                             | Trettondagsafton eller Vad Ni Vill (Twelfth Night, or What You Will) William Shakespeare                                                                                        |                             | Malmö Stadsteater                |
| 1973 |                             | Pampen |                             | Malmö Stadsteater                |
| 1974 |                             | Fjollan av Chaillot (La Folle de Chaillot) |                             | Malmö Stadsteater                |
| 1974 |                             | Fem minuter att leva |                             | Malmö Stadsteater                |
| 1974 |                             | Herr Puntila och hans dräng Matti (Herr Puntila und sein Knecht Matti) Bertolt Brecht                                                                                           |                             | Malmö Stadsteater                |
| 1975 |                             | Gökboet (One Flew Over the Cuckoo's Nest) |                             | Malmö Stadsteater                |
| 1976 |                             | Jösses flickor befrielsen är nära Suzanne Osten och Margareta Garpe |                             | Malmö Stadsteater                |
| 1976 |                             | Vilken fantastisk bordell! |                             | Malmö Stadsteater                |
| 1976 |                             | Gud bevare omgivningen när en människa får en idé |                             | Malmö Stadsteater                |
| 1977 |                             | Varför leker kvinnor kurragömma när spanska natten faller på? |                             | Malmö Stadsteater                |
| 1977 |                             | Sommargäster (Дачники, Dachniki) Maksim Gorkij |                             | Malmö Stadsteater                |
| 1977 |                             | Katharina Blums förlorade heder (Die verlorene Ehre der Katharina Blum) |                             | Malmö Stadsteater                |
| 1978 |                             | Miljöpriset |                             | Malmö Stadsteater                |
| 1978 | Elwood P. Dowd              | Harvey Mary Chase | Anders Bäckström            | Malmö stadsteater                |
| 1979 |                             | Efter Magritte (After Magritte) Tom Stoppard | Andris Blekte               | Malmö stadsteater                |
| 1979 |                             | Det är väl mitt liv? (Whose Life Is It Anyway?) Brian Clark | Torsten Sjöholm             | Malmö stadsteater                |
| 1979 | Mr Dixon                    | Klubbat! (Ten Times Table) Alan Ayckbourn | Eva Sköld                   | Malmö stadsteater                |
| 1980 |                             | Söndagsbarn |                             | Malmö Stadsteater                |
| 1980 |                             | Pygmalion George Bernard Shaw |                             | Malmö Stadsteater                |
| 1980 |                             | Gertrud Hjalmar Söderberg |                             | Malmö Stadsteater                |
| 1980 |                             | Vildanden Henrik Ibsen |                             | Malmö Stadsteater                |
| 1981 |                             | Farmor och Vår Herre Hjalmar Bergman |                             | Malmö Stadsteater                |
| 1981 |                             | Cirkus! Cirkus! - Historien om en clown (August August, August. Eine Zirkusvorstellung) Pavel Kohout                                                                            | Torsten Sjöholm             | Malmö stadsteater                |
| 1982 |                             | Amadeus Peter Shaffer |                             | Malmö Stadsteater                |
| 1982 |                             | Från regnormarnas liv Per Olov Enquist | Lennart Olsson              | Malmö Stadsteater                |
| 1983 | Kapten Pless                | Raoul Eric Åkerlund | Håkan Englund               | Malmö stadsteater                |
| 1983 |                             | Tartuffe (Tartuffe, ou l'Imposteur) Molière |                             | Malmö Stadsteater                |
| 1983 |                             | Oväder August Strindberg | Josef Halfen                | Malmö Stadsteater                |
| 1984 |                             | Har ni sett Butlern? (Pass the Butler) Eric Idle | Lennart Olsson              | Malmö stadsteater                |
| 1984 |                             | Peer Gynt Henrik Ibsen | Edith Roger                 | Malmö Stadsteater                |
| 1985 |                             | Ghetto Joshua Sobol | Eva Sköld                   | Malmö Stadsteater                |
| 1986 | Tobias                      | Balansgång (A Delicate Balance) Edward Albee | Ronnie Hallgren             | Malmö Stadsteater                |
| 1986 |                             | Anne Franks dagbok (The Diary of Anne Frank) | Claes Sylwander             | Malmö Stadsteater                |
| 1986 |                             | Beckett x 3: Rockaby Ohio impromptu Vad var Samuel Beckett | Clas Camnert                | Malmö Stadsteater                |
| 1987 |                             | Nyfattig förälder till minst 15 barn | Stig Ossian Ericson         | Malmö Stadsteater                |
| 1987 |                             | Hjälten på den gröna ön (The Playboy of the Western World) John Millington Synge                                                                                                | Urban Lindh                 | Malmö Stadsteater                |
| 1987 |                             | Ett dockhem (Et Dukkehjem) Henrik Ibsen | Lennart Olsson              | Malmö Stadsteater                |
| 1988 |                             | Lärda fruntimmer (Les Femmes savantes) Molière | Eva Sköld                   | Malmö Stadsteater                |
| 1988 |                             | Skandal i familjen (A small family business) Alan Ayckbourn | Lennart Olsson              | Malmö Stadsteater                |
| 1989 |                             | I gycklarnas tid (Red Noses) Peter Barnes | Magnus Bergquist            | Malmö Stadsteater                |
| 1989 |                             | Trettondagsafton (Twelfth Night, or What You Will) William Shakespeare | Otomar Krejča               | Malmö stadsteater                |
| 1990 |                             | Sound of Music Richard Rodgers, Oscar Hammerstein, Howard Lindsay och Russel Crouse                                                                                             | Danya Krupska               | Malmö Stadsteater                |
| 1991 |                             | Mein Kampf George Tabori | Eva Sköld                   | Malmö Stadsteater                |
| 1996 | Johan Ludvig Heiberg        | Från regnormarnas liv Per Olov Enquist | Edith Roger(nb)             | Helsingborgs stadsteater         |
| 1996 | Frans Nystrand              | Galoschkungen Sigvard Olsson | Göran Stangertz             | Helsingborgs stadsteater         |
| 1997 |                             | Kamraterna August Strindberg | Anders Paulin               | Malmö Stadsteater                |
| 1997 |                             | Ett drömspel August Strindberg | Keve Hjelm                  | Malmö Stadsteater                |
| 1999 |                             | Misantropen (Le misanthrope) Molière | Olof Lindqvist              | Malmö Stadsteater                |
| 1999 |                             | Folkhemsnatten Ulf Peter Hallberg | Anders Paulin               | Malmö Stadsteater                |
| 2000 |                             | Män (In the Company of Men) Edward Bond | Olof Lindqvist              | Malmö Stadsteater                |
| 2000 |                             | Faust Johann Wolfgang von Goethe | Anders Paulin               | Malmö Stadsteater                |
| 2002 |                             | Antigone (Ἀντιγόνη) Sofokles | Johan Bernander             | Malmö Stadsteater                |
| 2007 | Farfar                      | Festen Thomas Vinterberg, Mogens Rukov och Bo hr. Hansen | Anders Lerner               | Malmö stadsteater                |